# Whitecap Resources
Whitecap Resources Inc. est une entreprise canadienne spécialisée dans l'exploration, la séquestration et la production de pétrole et de gaz naturel principalement dans l'Ouest canadien. Elle est basée à Calgary en Alberta au Canada.

## Histoire et activité
En 1984, Whitecap installe son usine qui permet de stocker plus d'un million de tonnes de CO2 annuellement de l'atmosphère situé au centre de l'Alberta, nommée Joffre Unit, en devenant la première grande usine de stockage de pétrole au monde utilisant une technologie d'anthropologie de CO2.
En 2000, elle ajoute une deuxième usine de captation de CO2, Weiburn Unit, au sud-est de la province de la Saskatchewan.
En 2012, Whitecap a produit 12 100 barils d'équivalent pétrole
par jour.

## Environnement
L'entreprise propose une faible empreinte carbone afin de devenir carbone positif au cours des prochaines années. Elle injecte du carbone dans le sol pour avoir une bonne performance tant au niveau de l'empreinte écologique que pour la diminution des émissions de gaz à effet de serre (GES). 2 millions de tonnes de CO2 sont entreposés chaque année dans le cadre de la récupération assistée du CO2. Au cours de la durée de vie de ces projets, plus de trente-sept millions de tonnes de CO2 ont été séquestrées, l'équivalent au retrait de 8 millions de voitures sur les routes chaque année.
Leur fondation de régulateur fait du pétrole et du gaz, la ressource la plus transparente, la plus sûre et aussi la plus durable de l'industrie au Canada.

## Santé et Sécurité
Whitecap Resources offre à ces employés et employées, contracteurs et ainsi qu'au public, d'excellentes conditions de travail. Leur politique d'investissement communautaire est axée sur l'emphase du bien-être, la santé et l'éducation des enfants. Dans les communautés dans lesquelles ils opèrent et vivent, un soutien financier est apporté aux employés pour les intérêts et les causes qui leur tiennent à cœur et à leurs familles.

## Bourse
Au 22 février 2023, voici les principaux actionnaires de l'entreprise.
| Dimensional Fund Advisors LP                 | 3,22% |
| BlackRock Fund Advisors                      | 1,54% |
| Ninepoint Partners LP                        | 1,48% |
| The Vanguard Group, Inc.                     | 1,35% |
| Columbia Management Investment Advisers LLC  | 1,28% |
| American Century Investment Management, Inc. | 1,16% |
| RBC Global Asset Management, Inc.            | 0,94% |
| SailingStone Capital Partners LLC            | 0,94% |
| Mackenzie Financial Corp.                    | 0,92% |
| TD Asset Management, Inc.                    | 0,86% |

## Annexe